# Hermann Ahlburg
Hermann Ahlburg (7 avril 1850 - 29 août 1878) est un botaniste bavarois qui fut conseiller étranger au Japon durant l'ère Meiji.

## Biographie
Il étudie la botanique à l'université de Wurtzbourg auprès de Julius von Sachs. Après l'obtention de son doctorat, il est invité par le gouvernement japonais à devenir maître de conférences et il arrive à Tokyo en mai 1876. Il signe un contrat de trois ans avec le ministère de l'Éducation le 23 mai 1876 et devient professeur à l'académie impériale de médecine et de chirurgie chargé de la botanique et de la zoologie en remplacement de F. M. Hilgendorff. Lorsque l'université impériale de Tokyo est fondée en 1877, il devient professeur à la faculté de médecine.
Durant un voyage vers Nikkō, il souffre de dysenterie et meurt le 29 août 1878. Il est enterré au cimetière étranger de Yokohama.